# Dalbergia burmanica
Dalbergia burmanica är en ärtväxtart som beskrevs av David Prain. Dalbergia burmanica ingår i släktet Dalbergia, och familjen ärtväxter. Inga underarter finns listade i Catalogue of Life.